# Aspidura deraniyagalae
Aspidura deraniyagalae là một loài rắn trong họ Colubridae. Loài này được Gans & Fetcho mô tả khoa học đầu tiên năm 1982.